# Лизне (річка)
Лизне, Лизня — річка в Україні, у Полонському районі Хмельницької області. Ліва притока Дружні (басейн Дніпра).

## Опис
Довжина річки приблизно 6,7 км.

## Розташування
Бере початок на півдні регіонального ландшафного парку Мальованки. Тече переважно на південний схід через Лісне і на північному заході від Полонного впадає у річку Дружню, ліву притоку Хомори.